# Giovanni XXIII (métro de Catane)
Giovanni XXIII est une station de la ligne unique du métro de Catane. Elle est située sous la piazza Papa Giovanni XXIII, entre lla viale della Libertà la viale Africa et la via d'Amico, dans le centre de Catane, en Italie.

## Situation sur le réseau

Plan du métro.

Établie en souterrain, Giovanni XXIII est une station de passage de l'unique ligne du métro de Catane. Elle est située entre la station Galatea, en direction du terminus ouest Nesima, et la station Stesicoro, en direction du terminus sud-est Stesicoro.
Elle dispose des deux voies de la ligne encadrées par deux quais latéraux.

## Histoire
La station Giovanni XXIII, est mise en service le 20 décembre 2016 lors de l'ouverture à l'exploitation de la nouvelle section réalisée en souterrain et en double voies de  Galatea à Stesicoro.

## Services aux voyageurs

### Desserte
Giovanni XXIII est desservie par les rames qui circulent sur l'unique ligne du réseau, entre Nesima et Stesicoro.